# Mårtensafton
Mårtensafton är en högtid som firas den 10 november, ofta med gåsmiddag. Själva högtidsdagen var ursprungligen Mårtensmässan, 11 november. Högtiden firades förr i hela Sverige, men är i dag främst förknippad med Skåne där högtiden fortfarande är viktig. Högtiden firas på liknande sätt i Danmark (Mortens aften) och på kontinenten, främst i Tyskland, Polen, Estland, Ungern, Österrike och Frankrike. Mårten har fått sitt namn efter helgonet Martin av Tours. 

## Meny
På en klassisk gåsamiddag serveras svartsoppa som förrätt, därefter gåsen, och till sist skånsk äppelkaka som efterrätt. Denna meny skapades av krögaren på Piperska muren i Stockholm under 1850-talet. Kombinationen blev populär och övriga krögare var inte sena med att ta efter. Innan den klassiska mårtensmenyn kom till Skåne åt man lutfisk till förrätt följt av själva gåsen och avslutningsvis risgrynsgröt till efterrätt.

## Historia
Martinsdagen firades ursprungligen inför den 40 dagar långa fastetiden som sträckte sig fram till jul, en influens i kristendomen som bottnar i det då starka bysantinska inflytandet. Julfastan inom katolska kyrkan är idag i princip borta, men återfinns ännu i den ortodoxa kyrkan.
- Sista kvällen före fastan, benämnd fastenatt i Skåne, var befolkningens sista chans att smörja kråset. I delar av Tyskland, främst i Mainz och det övriga Rhenlandet, är detta firande än i dag av stor betydelse.
- Martindagen var av tradition den dag då tiondet inkrävdes. Skatt betalades långt fram i historien in natura, bland annat i gäss, inte minst eftersom vinterhållning av djur var dyrt.

I Sverige omtalas firandet av Mårtengås första gången på en herrgård på Södertörn 1557. Under det skånska kriget omtalas hur danskarna sände specialistkommandon från Landskrona med gäss för att simma över till det belägrade Kristianstad så att danskarna (och skåningarna) som satt inneslutna av svenskarna skulle kunna fira Mårtens. En källa omnämner hur viktigt det var för soldaterna att få sin gåsastek: "am Martini Abend die gebratene Gänse allhier unfehlbar zu verzehren". Under 1700-talet började gäss bli ovanligare i stora delar av Sverige vilket ledde till att traditionen dog ut på andra håll än i Skåne. Märta Helena Reenstierna har beskrivit hur hon på äldre dagar tvingades fira Mårten med kalvsoppa då det var svårt att få tag på gäss i Stockholmstrakten. Med järnvägen blev det åter möjligt att kunna servera gäss och den gjorde sakta sitt återtåg hos den lite burgnare befolkningen.
Den moderna Mårtensmenyn med kombinationen stekt gås och svartsoppa introducerades av charkuterier i Stockholm på 1850-talet. Äppelkaka i samband med mårtengås var något som introducerades på restaurang Piperska muren i Stockholm 1860.

## Dagens tradition
Dagens tradition hänger samman med att helgonet Martinus (senare Martin av Tours) firas den 11 november. Martinius var ursprungligen en romersk soldat från det område som idag är Ungern. Enligt sägnen ville invånarna i staden Tours göra honom till biskop mot hans vilja. För att slippa det ansvaret gömde sig Martinius bland gässen, men gässen kacklade och avslöjade honom vilket ledde till att han trots allt blev biskop. Gässen äts därför som straff för att de avslöjade Martinius. Händelsen lär ha utspelat sig den 11 november 371.
En alternativ sägen berättar att invånarna i Tours använde list för att locka fram Martin: Rusticus skall ha känt till Martins gömställe, och bad honom besöka hans svårt sjuka fru. Eftersom Martin var hjälpsam tog han sina saker och följde med Rusticus hem. Vid ankomsten lär han ha varit väldigt smutsig efter att under en längre tid ha bott i ett gåsastall.